# آهیمسا

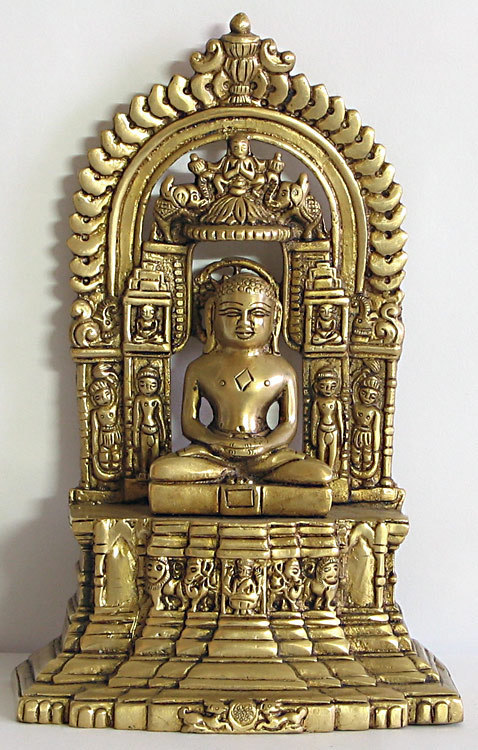
مهاویرا

آهیمسا، یا بی‌آزاری یا عدمِ خشونت نامی با ریشه سانسکریت است.

## واژه‌شناسی
در سانسکریت هیمسا به معنی خشونت و آزار می‌باشد و با اضافه شدنِ «آ» در ابتدای آن، مفهوم آن می‌شود: نفی خشونت.
آهیمسا همچنین یکی از اصول مهم ذکر شده در پاتانجالی یوگا می‌باشد و در آنجا بیشتر از آنکه یک نام باشد بیشتر اشاره به یک روشِ زندگی است. در واقع زندگی بر مدار صلح و درونی خالی از هرگونه نفرت و آزار نرساندن نه تنها به انسان بلکه هر جاندار دیگری.
در صحنه سیاست، این اصل توسط مهاتما گاندی قویاً تأکید می‌شد. همچنین بر طبق این اصل، بسیاری از معتقدان به آن از کشتار حیوانات و خوردن گوشت آن‌ها پرهیز نموده و روی به سوی گیاه‌خواری می‌آورند.

## روش‌های آهیمسا
تیک نات هان راهب ذن در مورد عدم خشونت می‌گوید: «کسی که طرفدار مقابله به مثل است، به خشونت ما را وامی‌دارد. کسی که خواهان رنج بردن دیگری است، دارای انرژی خشونت‌ورزی است. خشونت، با خشونت پایان نمی‌یابد. بودا گفته‌است که با نفرت به نفرت پاسخ دادن، فقط نفرت را هزاران برابر افزایش می‌دهد. فقط اگر با همدلی به خشونت پاسخ دهیم، می‌توانیم نفرت و کینه را از میان برداریم»

او در کتاب آرامش حقیقی نیز خاطره‌ای را تعریف کرده که لزوم پرهیز از خشونت حتی خشونت درون را متذکر می‌شود، وی می‌گوید: 
«روزی در سال ۱۹۶۵ هنگامی که در معبد تروک لم در شهر سایگون ویتنام راهب بودم، برادر راهبم "نات تری" در خیابانهای شهر قدم می‌زد، یک کامیون ارتش آمریکا، از کنارش گذشت و سربازی آمریکایی که در پشت کامیون ایستاده بود، بر سر برادر تف انداخت. برادر "نات تری" نزد من آمد و گریست زیرا احساس شرمندگی می‌کرد، به او گفتم شاید سرباز آمریکایی تبلیغات زیادی شنیده که راهبان مرد و زن بودایی، کمونیست‌هایی با لباس مبدل اند، بنابراین وقتی آن سرباز برادر "نات تری" را دید، نفرت را با تف انداختن بر او نشان داد. سرباز آمریکایی قربانی سوءبرداشت و جهالت بود. من گفتم "برادر، شما نباید از او متنفر باشید. اگر از او نفرت داشته باشید مفهومش این است که هنوز به درک نرسیده‌اید". من برادر "تات تری" را مدتی در آغوش گرفتم و گفتم "عزیزم، ما زاده نشده‌ایم که تفنگ بر دوش بگذاریم، ما برای عشق ورزیدن به یکدیگر زاده شده‌ایم، عشق تنها سلاحی است که حمل می‌کنیم»